# Tour de Pologne 2006

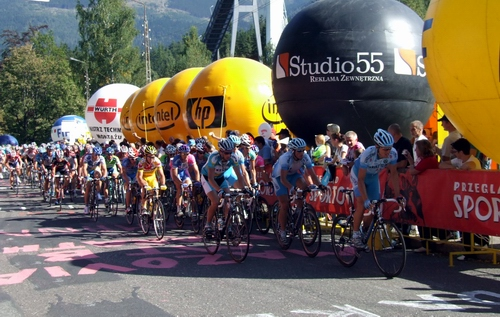
Peleton podczas podjazdu pod Orlinek w Karpaczu

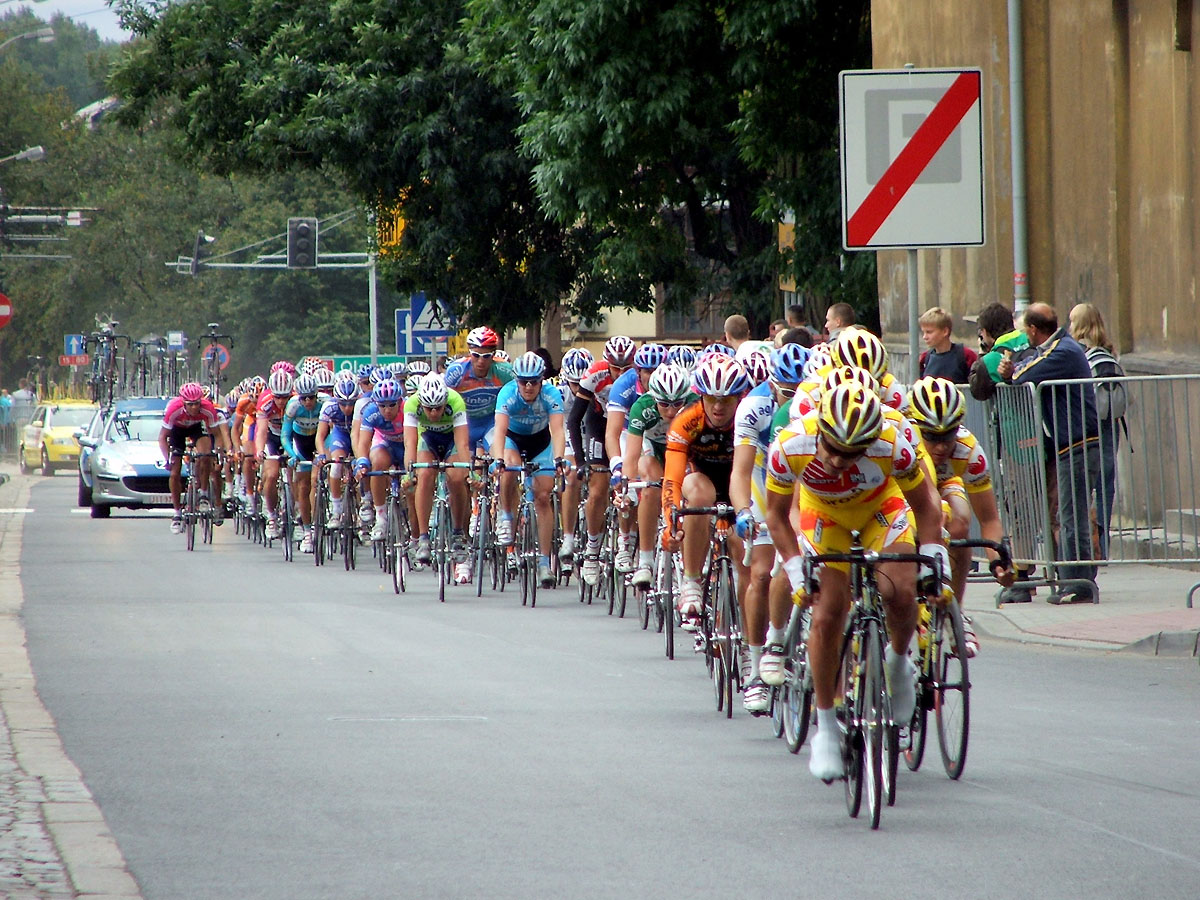
Peleton TDP na ulicach Torunia

63. edycja wyścigu kolarskiego Tour de Pologne odbyła się w dniach 4–10 września 2006 roku. Rywalizację rozpoczęło 184 kolarzy (w tym 15 Polaków) z 23 grup zawodowych (w tym 20 z UCI ProTeams). Trzy drużyny – Intel-Action, Miche oraz Ceramica Flaminia – otrzymały od organizatora wyścigu – Czesława Langa – dzikie karty. Ukończyło 82 kolarzy. Łączna długość wyścigu – 1221,5 km. Po raz drugi Tour de Pologne został rozegrany w elitarnym cyklu ProTour.
Start wyścigu zaplanowano w Warszawie a meta została usytuowana, podobnie jak w latach poprzednich, w Karpaczu, pod skocznią narciarską Orlinek (po raz ósmy z rzędu). Po raz pierwszy od wielu lat nie rozegrano jazdy indywidualnej na czas.
- Zobacz listę startową.

Pierwsze miejsce w klasyfikacji generalnej zajął Niemiec Stefan Schumacher (Gerolsteiner). To drugie zwycięstwo Niemca w prestiżowym cyklu ProTour. Wcześniej triumfował w wyścigu dookoła krajów Beneluksu (Eneco Tour).
Najlepszym z Polaków po raz kolejny został Marek Rutkiewicz, który ukończył wyścig na czwartym miejscu. Zawodnikowi grupy Intel-Action do podium zabrakło jednej sekundy. W klasyfikacji generalnej miał dokładnie ten sam czas co trzeci Alessandro Ballan (ale Włoch miał lepszą sumę miejsc ze wszystkich etapów). Rutkiewicz po raz piąty z rzędu ukończył Tour de Pologne w pierwszej dziesiątce (2002 – trzeci, 2003 – piąty, 2004 -czwarty, 2005 – ósmy, 2006 – czwarty).
Marcin Osiński wygrał klasyfikację najbardziej aktywnych, a Bartosz Huzarski klasyfikację górską.

## Etapy
| Etap     | Data        | Start – meta                 | Długość (km) | Typ         | Zwycięzca etapu   | Lider             | Wikinews                   |
| -------- | ----------- | ---------------------------- | ------------ | ----------- | ----------------- | ----------------- | -------------------------- |
| I etap   | 4 września  | Warszawa – Pułtusk – Olsztyn | 214          | płaski      | Max Van Hesewijk  | Max Van Hesewijk  | zapowiedź wyniki i relacja |
| II etap  | 5 września  | Ostróda – Elbląg             | 119,6        | płaski      | Daniele Bennati   | Wouter Weylandt   | zapowiedź wyniki           |
| III etap | 6 września  | Gdańsk – Toruń               | 225,5        | płaski      | Fabrizio Guidi    | Fabrizio Guidi    | zapowiedź wyniki i relacja |
| IV etap  | 7 września  | Bydgoszcz – Poznań           | 182          | płaski      | Daniele Bennati   | Daniele Bennati   | zapowiedź wyniki           |
| V etap   | 8 września  | Legnica – Jelenia Góra       | 192          | pagórkowaty | Stéphane Augé     | Daniele Bennati   | zapowiedź wyniki           |
| VI etap  | 9 września  | Szczawno-Zdrój – Karpacz     | 162,4        | górski      | Stefan Schumacher | Stefan Schumacher | zapowiedź                  |
| VII etap | 10 września | Jelenia Góra – Karpacz       | 126          | górski      | Stefan Schumacher | Stefan Schumacher | zapowiedź                  |

## Posiadacze koszulek po poszczególnych etapach
| Etapy  | Lidera            | Górska           | Aktywnych      | Punktowa         | Drużynowa         |
| ------ | ----------------- | ---------------- | -------------- | ---------------- | ----------------- |
| Etap 1 | Max van Heeswijk  | Fabrizio Guidi   | Marcin Osiński | Max van Heeswijk | Discovery Channel |
| Etap 2 | Wouter Weylandt   | Sven Krauss      | Marcin Osiński | Wouter Weylandt  | Discovery Channel |
| Etap 3 | Fabrizio Guidi    | Sven Krauss      | Marcin Osiński | Wouter Weylandt  | Discovery Channel |
| Etap 4 | Daniele Bennati   | Sven Krauss      | Marcin Osiński | Wouter Weylandt  | Discovery Channel |
| Etap 5 | Daniele Bennati   | Aaron Olsen      | Marcin Osiński | Wouter Weylandt  | Cofidis           |
| Etap 6 | Stefan Schumacher | Joost Posthuma   | Marcin Osiński | Wouter Weylandt  | Crédit Agricole   |
| Etap 7 | Stefan Schumacher | Bartosz Huzarski | Marcin Osiński | Wouter Weylandt  | Crédit Agricole   |

## Końcowa klasyfikacja generalna

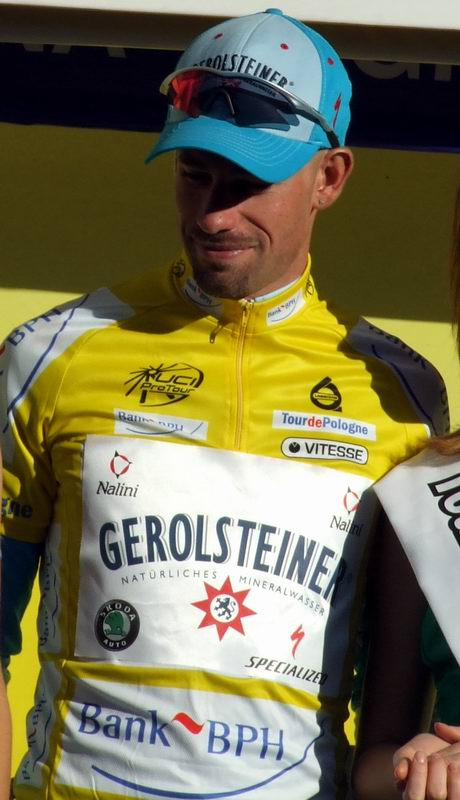
Stefan Schumacher – zwycięzca TdP 2006

| Poz. | Zawodnik             | Kraj      | Zespół                           | Czas (średnia km/h)   |
| ---- | -------------------- | --------- | -------------------------------- | --------------------- |
| 1.   | Stefan Schumacher    | Niemcy    | Gerolsteiner                     | 31h 09' 41" (...km/h) |
| 2.   | Cadel Evans          | Australia | Davitamon-Lotto                  | +0' 18"               |
| 3.   | Alessandro Ballan    | Włochy    | Lampre – Fondital                | +0' 31"               |
| 4.   | Marek Rutkiewicz     | Polska    | Intel-Action                     | +0' 31"               |
| 5.   | Aleksandr Kołobniew  | Rosja     | Rabobank                         | +0' 39"               |
| 6.   | Aleksandr Boczarow   | Rosja     | Crédit Agricole                  | +0' 39"               |
| 7.   | Cristian Moreni      | Włochy    | Cofidis, Le Credit Par Telephone | +0' 45"               |
| 8.   | Vincenzo Nibali      | Włochy    | Liquigas                         | +0' 52"               |
| 9.   | Marzio Bruseghin     | Włochy    | Lampre – Fondital                | +0' 56"               |
| 10.  | Leonardo Bertagnolli | Włochy    | Cofidis, Le Credit Par Telephone | +1' 01"               |